# Pawai
La Isla Pawai, (en inglés: Pawai Island; en chino: 巴歪岛; en malayo: Pulau Pawai) también conocida como Alligator Island (isla Alligator) durante la época colonial, es una isla 182.000 m² (0,18 km²) ubicada dentro de la zona restringida por las Fuerzas Armadas de Singapur. Se encuentra localizada frente a la costa suroeste de Singapur, entre Pulau Sudong al norte y Pulau Satumu al sur. Es una de las tres islas pertenecientes a las Fuerzas Armadas de Singapur usadas para los ejercicios de fuego real, las otras dos son Pulau Sudong y Pulau Senang.

## Etimología
"Pawai" está relacionado con «cortège» (en francés: procesión, cortejo) o suite de la Raja, por lo que presumiblemente la comitiva de la Raja estuvo en esta isla.

## Zona militar
Desde la década de 1980, la isla junto con las de Pulau Senang y Pulau Sudong, forman el área de las islas del sur usada para entrenamiento militar por las Fuerzas Armadas de Singapur especialmente como zona de tiro directo. Al igual que con todas las demás instalaciones militares dentro del país, el vivir en la zona de tiro está estrictamente prohibido a todos los civiles en todo momento del día y la noche.
La isla se usa principalmente como un campo de prácticas de bombardeo con munición reales, tanto desde el aire como en tierra. La Fuerza Aérea y la Armada de la República de Singapur se turnan para usarla, con la práctica común de fijar objetivos militares para bombardearlos.
Pawai posee exuberantes bosques verdes y marrones que se mantienen en su mayoría sin ser molestados y se ha comprobado que tienen una rica biodiversidad en arrecifes de coral, especialmente arrecifes de franja